# Cratere Volgograd
Volgograd  è un cratere sulla superficie di Marte.